# Condado de Casa Alegre
El condado de Casa Alegre es un título nobiliario español creado por el rey Felipe V, por real despacho, en 25 de enero de 1704,  a favor de José Fernández de Santillán y Quesada, capitán General de la guardia y carrera de Indias y caballero de la Orden de Alcántara.
Su nombre se refiere a la hacienda de Casa Alegre, situada en el municipio andaluz de Palomares del Río, en la provincia de Sevilla. 

## Listado de los condes de Casa Alegre
|                       | Titular                                             | Periodo               |
| Creación por Felipe V | Creación por Felipe V                               | Creación por Felipe V |
| --------------------- | --------------------------------------------------- | --------------------- |
| I                     | José Fernández de Santillán y Quesada               | 1704-1708             |
| II                    | Francisco Fernández de Santillán y Lasso de la Vega | 1708-1734             |
| III                   | Alonso Fernández de Santillán y Villacís            | 1734-1751             |
| IV                    | Ignacio José Fernández de Santillán y Villacís      | 1751-1804             |
| V                     | Manuela Joaquina Fernández de Santillán y Valdivia  | 1804-1834             |
| VI                    | Fernando Desmassières y Fernández de Santillán      | 1834-1857             |
| VII                   | Miguel Ángel Desmaissières y Fernández de Santillán | 1857-1865             |
| VIII                  | Miguel Ángel Desmassières y Farina                  | 1865-1927             |
| IX                    | Fernando de Solís y Atienza                         | 1928-1995             |
| X                     | Francisco Javier Solís y Martínez-Campos            | 1995-actual titular   |

## Historia de los condes de Casa Alegre
- José Fernández de Santillán y Quesada (Sevilla, 1637-Cartagena de Indias, 8 de junio de 1708), I conde de Casa Alegre,[2] caballero de la Orden de Alcántara y miembro del Consejo de Guerra y de la Junta de Armadas. Era el tercer hijo de Alonso Fernández de Santillán y Venegas, caballero de la Orden de Santiago, y de Francisca Ana de Quesada y Manuel y hermano de Francisco Fernández de Santillán y Quesada, I marqués de la Motilla.[3]

Casó con Estefanía de Ceballos. Sin descendencia, le sucedió su sobrino nieto, hijo de Alonso Fernández de Santillán y Villegas, y de su esposa, Mariana Lasso de la Vega y Barba:
- Francisco Fernández de Santillán y Lasso de la Vega (Sevilla, abril de 1679-septiembre de 1734), II conde de Casa Alegre,[4] III marqués de la Motilla alcalde de la Santa Hermandad por el estado noble de Huévar del Aljarafe.[5]

Casó, en Sevilla, el 3 de agosto de 1704, con Inés Josefa de Villacís e Irigoyen (Sevilla, 19 de noviembre de 1691-Sevilla, diciembre de 1776), hija de Pedro José de Villacís Saavedra y Cárdenas y de María Francisca de Irigoyen y Saavedra. Le sucedió su hijo:
- Alonso Fernández de Santillán y Villacis (Sevilla, 13 de noviembre de 1731-18 de mayo de 1751), III conde de Casa Alegre y IV marqués de la Motilla.[7]

Murió soltero sin descendencia. Le sucedió su hermano, hijo póstumo de su padre:
- Ignacio José Fernández de Santillán y Villacís (Sevilla, 5 de noviembre de 1734-ibídem, 28/29 de mayo de 1804), IV conde de Casa Alegre,[9] VII marqués de Valencina,[a] V marqués de la Motilla, alcalde de la Santa Hermandad por el estado noble de Huévar del Aljarafe.[10]

Contrajo primeras nupcias el 30 de abril de 1753 con Mariana Pacheco Portocarrero y Córdoba, hija de Luis Pacheco Portocarrero y Vega, III marqués de la Torre de las Sirgadas, y de María de la Cabeza de Córdova Lasso de la Vega. No hubo sucesión de este matrimonio. Se casó en segundas nupcias el 29 de septiembre de 1784 con Ignacia Rafaela de Valdivia y Fernández de Córdoba, VIII condesa de Torralva, hija de Gabriel de Valdivia y Corral y de su segunda esposa, Joaquina Fernández de Córdoba Heredia y Carvajal. Le sucedió su hija:
- Manuela Joaquina Fernández de Santillán y Valdivia (Sevilla, 27 de marzo de 1791-Sevilla 21 de julio de 1834), V condesa de Casa Alegre,[13] VIII marquesa de Valencina, VI marquesa de la Motilla y condesa de Torralva.[13]

Casó en Cádiz el 13 de febrero de 1810 con Antonio José Desmassières y Flórez (Pravia, 30 de septiembre de 1793-Sevilla, 22 de julio de 1834), caballero de la Orden de Santiago en 1825. Le sucedió su hijo:
- Fernando Desmaissières y Fernández de Santillán (Cádiz, ¿?-22 de abril de 1857), VI conde de Casa Alegre,[14] IX marqués de Valencina, VII marqués de la Motilla y IX conde de Torralva. Fue senador vitalicio del reino y el último poseedor del mayorazgo de su casa como consecuencia de la Ley desvinculadora[14] del 11 de octubre de 1820.

Casó el 15 de abril de 1839, en Sevilla, con Francisca de Paula Creus y Cabrera sin que hubiese descendencia de este matrimonio. Le sucedió su hermano.
- Miguel Ángel Desmaissières y Fernández de Santillán (Madrid, 15 de enero de 1816-Sevilla, 29 de noviembre de 1882), VII conde de Casa Alegre,[16] X marqués de Valencina, VIII marqués de Motilla, X marqués de Torralva, caballero de la Orden de Santiago, capitán de infantería, coronel graduado de artillería y caballero maestrante de Sevilla.[16]

Casó en Sevilla el 19 de agosto de 1854 con María Josefa Farina y Plasencia, viuda de Francisco Plasencia y Fuentes Calderón. Era hija de Domingo Farina y Ricardo y de María Salomé Plasencia y Calderón. Sucedió en 1865, por cesión, su hijo:
- Miguel Ángel Desmaissières y Farina (Sevilla, 26 de mayo de 1844-Sevilla, 2 de noviembre de 1927), VIII conde de Casa Alegre,[17][18] IX marqués de la Motilla, capitán de fragata de la Armada, senador del Reino y maestrante de Sevilla.[18]

Casó, en Sevilla, el 26 de noviembre de 1892, con María de los Dolores Salcedo Barreto. Sin descendencia, sucedió su sobrino nieto:
- Fernando de Solís y Atienza (Málaga, 10 de septiembre de 1921-Madrid, 17 de noviembre de 1996),[19] IX conde de Casa Alegre, X marqués de la Motilla,[20] XIV marqués de Valencina, XII conde de Torralva, licenciado en Derecho, maestrante de Sevilla y presidente del consejo de administración del Banco de Andalucía.[18] Era hijo de Manuel de Solís y Desmassières, XII marqués de Valencina, y de María Antonia Atienza y Benjumea.[21]

Contrajo matrimonio, en Madrid, el 18 de junio de 1946, con Isabel Martínez Campos y Rodríguez (m. 2017), hija de Arsenio Martínez Campos y de la Viesca, II duque de Seo de Urgel, III marqués de Martínez Campos, dos veces grande de España y III marqués de Viesca de la Sierra, y de María de los Dolores Rodríguez Limón. Le sucedió, en 1995, por distribución, su hijo:
- Francisco Javier de Solís y Martínez Campos (n. Pamplona, 4 de agosto de 1961), X conde de Casa Alegre,[23] licenciado en Derecho y maestrante de Sevilla.[24]

Casó, en Sevilla, el 10 de febrero de 1990 con Inés Benjumea y Alarcón, hija de Alfonso Benjumea  Medina, III conde de Benjumea, y de María del Dulce Nombre de Alarcón de la Cámara. Son los padres de: Inés (n. Sevilla, 11 de agosto de 1991); Javier (n. Sevilla, 29 de noviembre de 1992; Isabel (n. Sevilla, 11 de enero de 1994); y de María de Solís y Benjumea (n. Sevilla, 11 de febrero de 1997).